# Климавичюс, Линас
Ли́нас Альбе́ртович Клима́вичюс (лит. Linas Klimavičius; род. 10 апреля 1989, Паневежис) — литовский футболист, защитник клуба «Паневежис» и сборной Литвы.

## Карьера
Воспитанник клуба «Экранас» Паневежис, первый тренер в профессиональном футболе Гедриус Юзеленас. За команду в А-лиге сыграл 15 матчей и забил 1 гол. В следующем сезоне перешёл в клуб «Судува», где стал серебряным и бронзовым призёром чемпионата. В 2008 году перешёл в украинский «Днепр». Дебютировал в матче против донецкого «Металлурга» 19 октября 2008 года (1:1).
Старший брат Арунас — также футболист.

## Достижения
«Жальгирис»
- Чемпион Литвы: 2016
- Обладатель Кубка Литвы: 2015/16, 2016
- Обладатель Суперкубка Литвы: 2016, 2017